# Kleinmaischeid
Kleinmaischeid es un municipio situado en el distrito de Neuwied, en el estado federado de Renania-Palatinado (Alemania). Su población estimada a finales de 2016 era de 1315 habitantes.
Se encuentra ubicado al norte del estado, cerca de la orilla derecha del río Rin, y al norte de la ciudad de Coblenza.

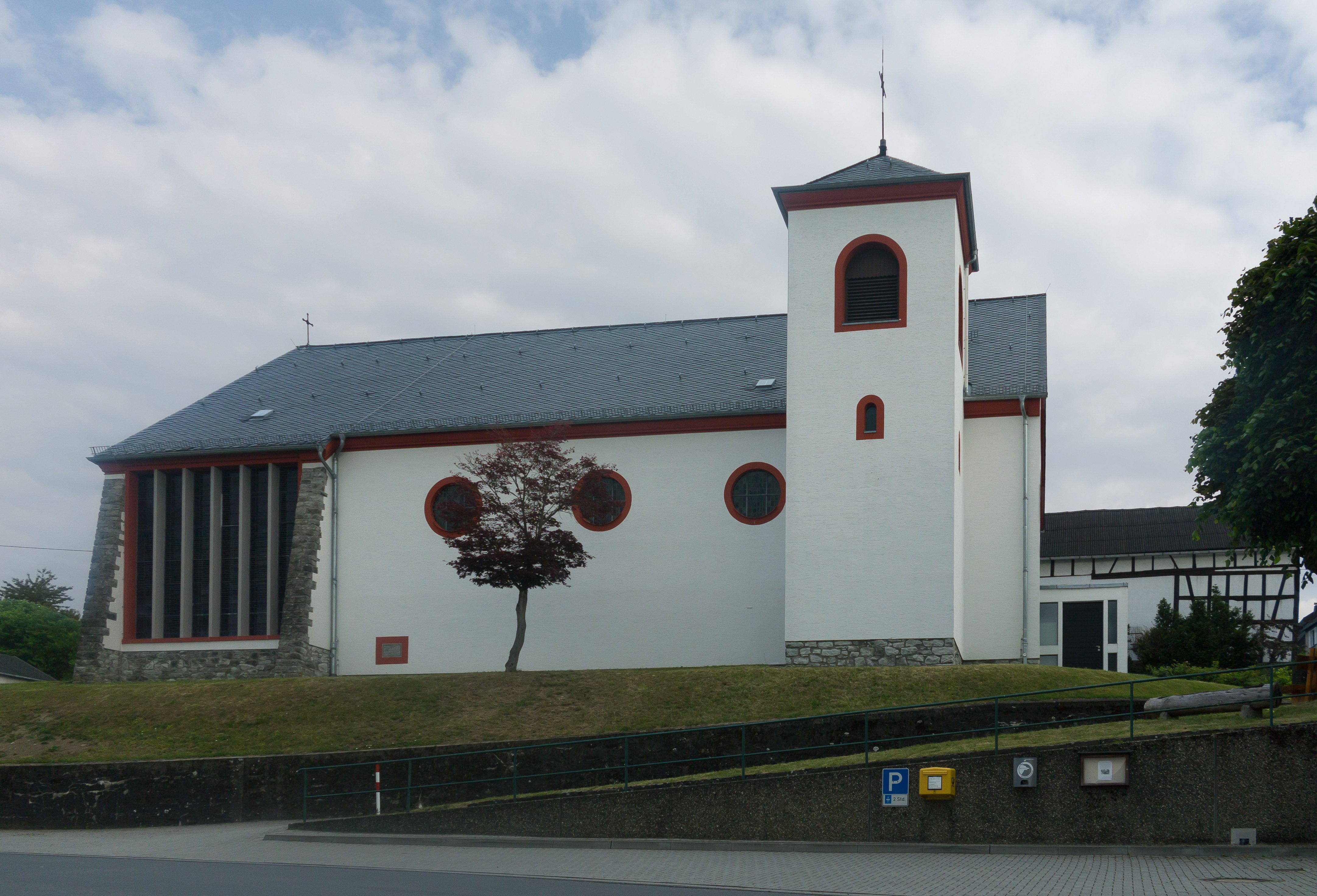
Kleinmaischied, la iglesia: Sankt-Wendelinus-Kirche